# شبگرد سمبره
شبگرد سمبره (نام علمی: Caprimulgus fraenatus) نام یک گونه از تیره شبگردان است.